# Dorli Rauch
Dorli Rauch (* 15. August 1950 in Neukirchen) ist eine deutsche Politikerin (Grüne) und ehemaliges Mitglied des Hessischen Landtags.

## Ausbildung und Beruf
Rauch legte nach dem naturwissenschaftlichen Abitur 1970 an der Edertalschule in Frankenberg (Eder) das Vorexamen in Pharmazie in Berlin ab und studierte ab 1972 an der Pädagogischen Hochschule Berlin auf Lehramt für die Sekundarstufe 1 mit den Fächern Kunst und Arbeitslehre-Wirtschaft. 1978 legte sie das erste Staatsexamen ab, nach dem Referendariat folgte in Battenberg das zweite Staatsexamen. Anschließend unterrichtete Rauch an der Ortenbergschule in Frankenberg (Grund-, Haupt- und Realschule mit Förderstufe).
2011 hat sie die aktive Schularbeit beendet und widmet sich nun verstärkt ihren spirituellen Aktivitäten wie Reinkarnationstherapien und Heilsteinen. Außerdem erforscht sie die alten Kultplätze ihrer Umgebung.
Rauch ist geschieden und hat zwei Kinder.

## Politik
Dorli Rauch war seit 1979 Mitglied der Grünen. Vom 1. Dezember 1982 bis 4. August 1983 war sie Mitglied der ersten Fraktion der Grünen im hessischen Landtag. Weil weder SPD noch CDU über eine Mehrheit der Stimmen verfügten („Patt-Situation“) und eine Koalition von Grünen und SPD zu diesem Zeitpunkt noch keine realistische Option war, löste sich der Landtag mit den Stimmen der Fraktionen von CDU und SPD im August 1983 auf. Rauch schied damit wie die anderen Abgeordneten aus dem Landtag aus. Bei der Landtagswahl in Hessen 1983 kandidierte sie nicht erneut.

## Kontroverse
Regionale mediale Aufmerksamkeit erlangte Dorli Rauch im Juli 2022 als Vermittlerin einer Tagungsstätte für den Verein Ur-Europa, dem Verbindungen in die rechtsextremistische Szene nachgesagt werden. An der Tagung selbst nahmen mit Gerd Zikeli, Andreas Thierry und Roland Wuttke, Funktionär des vom niedersächsischen Verfassungsschutz beobachteten Vereins Gedächtnisstätte, mehrere bekannte Vertreter der deutschen und österreichischen Neonazi-Szene teil.
Erneute Kritik erhielt Rauch im März 2023, als sie in ihrer Funktion als Vorsitzende des Kulturkreises Sachsenberg die Räumlichkeiten des „Kreativ-Treffs“ im Gebäude des ehemaligen Kindergartens für eine private Filmvorführung der als demokratiefeindlich eingestuften Anastasia-Bewegung zur Verfügung stellte.

## Weblink
- Dorli Rauch. Abgeordnete. In: Hessische Parlamentarismusgeschichte Online. HLGL & Uni Marburg, abgerufen am 14. September 2024 (Stand 15. August 2024).